# Soyouz T-10
Pour les articles homonymes, voir T-10.
Soyouz T-10 est une mission spatiale soviétique.

## Équipage
Les nombres entre parenthèses indiquent le nombre de vols spatiaux effectués par chaque individu jusqu'à cette mission incluse.
Décollage :
- Leonid Kyzym (2)
- Vladimir Soloviov (1)
- Oleg Atkov (1)

Atterrissage :
- Iouri Malychev (2)
- Guennadi Strekalov (4)
- Rakesh Sharma (1)

## Paramètres de la mission
- Masse   : 6850 kg
- Périgée : 199 km
- Apogée  : 219 km
- Inclinaison : 51.6°
- Période : 88.7 minutes